# Sziklay József
Sziklay József, névváltozata: Sziklai, született: Schiller József (Magyarkanizsa, 1889. január 11. – Budapest, 1940. december 30.) magyar színész, rendező. 

## Életpályája
Schiller Jakab és Singer Terézia fia. Iskoláit Magyarkanizsán, majd gimnáziumi tanulmányait Szegeden végezte. 1909-ben végezte el az Országos Színészegyesület színiiskoláját, s Kassán kezdte pályáját (1910–1913). 1914 és 1916 között a Népoperában, 1914-ben, majd 1924-ben, 1927-ben és 1928–1932 között a Király Színházban, 1915–16-ban a Vígszínházban, 1915–1918 között a Télikertben, 1918-ban a Margitszigeti Színházban játszott. 1918 és 1930 között, 1936-ban és 1938–39-ben a Városi Színházban működött, ahol rendezett is. 1926-ban, 1928-ban és 1931-ben a Budai Színkörben, 1930-ban a Nyári Operettszínházban, 1931–32-ben és 1934-ben a Fővárosi Operettszínházban, 1933-ban a Royal Orfeumban, 1934-ben a Budapesti Színházban és a Pesti Színházban, 1936–1938 között az Erzsébetvárosi Színházban lépett színpadra. 1925-ben a berlini Metropol Theaterben Kálmán Imre: Csárdáskirálynő című operettjét rendezte. 1935-től 1938-ig a Komédia rendezőjeként is dolgozott. Jeles népszínműénekes és táncoskomikus volt.
Házastársa Winkler Auguszta (ismertebb nevén: Hevesi Gusztika) színésznő volt, akivel 1913 februárjában Kassán kötött házasságot. Felesége 1931 júliusában Nagyváradon hunyt el.
Sírja a Kozma utcai izraelita temetőben található.

## Főbb szerepei

### Színházi szerepei
- ifj. Johann Strauss: A denevér – Eisenstein
- Huszka Jenő: Lili bárónő – Frédi
- Huszka Jenő: Gül Baba – Mujkó
- Ábrahám Pál: Viktória – Jancsi
- Fényes Szabolcs: Maya – Rudi
- Kálmán Imre: Tatárjárás – Lőrentey
- Kulinyi Ernő: A cigánykirály – Ficsor
- Krecsányi Ignác: A csókon szerzett vőlegény – Béla
- Szomaházy István: Mesék az írógépről – Király Félix
- Herczeg Ferenc: A Gyurkovics-fiúk – Géza
- Ray Henderson: Diákszerelem – Bobby
- Eltörött a hegedűm – Pribolszky
- Harmath Imre: Hejehuja báró – címszereplő

### Filmszerepei
- A Senki fia (1917) – Segner gróf
- A föld rabjai (1917) – táncmester
- A csúnya fiú (1917)
- Autogram Lili (1917)
- Lesz maga juszt is az enyém (1922)
- Filléres gyors (1932)
- Iza néni (1933)